# Geldraub (Bremen)
Dieter Hermann Kieselhorst, Mitarbeiter der Geldtransport-Firma Protectas, flüchtete am 14. Juli 1981 mit 1,17 Millionen DM, die er zuvor in seiner Funktion als Mitarbeiter der Geldtransport-Firma Protectas in einer Filiale der Bank für Gemeinwirtschaft in der Bremer Innenstadt entgegengenommen hatte. Hermann Kieselhorst war über 10 Jahre flüchtig und lebte unter falschem Namen in Deutschland und in den Niederlanden. Nach zehn Jahren wurde er aus der Fahndungsliste des BKA gelöscht, weil die Tat verjährt war.
Am 9. Oktober 1991 tauchte der Gesuchte dann wieder auf und trat in der Radio Bremen Sendung Buten un binnen auf, um von seiner Flucht zu erzählen. Aufgrund der Verjährung der Tat konnte er nicht mehr strafrechtlich belangt werden.

## Geldraub
Während sein Kollege im Geldtransporter wartete, verließ der damals 47-jährige Hermann Kieselhorst die Bank mit dem ausgehändigten Geld und flüchtete wahrscheinlich mit seinem Privatwagen nach Delmenhorst. Dort mietete er einen Mietwagen von einer örtlichen Autovermietung und leistete eine Anzahlung von 800 DM in bar. Tage später wurde der Privatwagen des Gesuchten in einer Garage eines Kaufhauses in Delmenhorst gefunden. Hermann Kieselhorst war aber noch immer flüchtig.
Noch am Tag des Geldraubes glich er um 13:45 Uhr in einer Bankfiliale in Delmenhorst sein überzogenes Konto mit einer Einzahlung über 7000 DM aus. Am 15. Juli weist er in einer Kölner Bank eine größere Summe an seine Gläubiger an und am 16. Juli 1981 führte er 20 Postanweisungen in einem Postamt in Schleiden (Eifel) aus, um Rechnungen zu begleichen. Unter anderem begleicht er die Rechnungen vom Schornsteinfeger und für die letzte Öllieferung.
Unter dem falschen Namen Heinz Köster mietete er am 17. Juli 1981 eine Ferienwohnung in Monschau und blieb dort drei Tage. Später soll er in Oldenburg gesehen worden sein. Am 22. Juli 1981 fand die Polizei den Mietwagen an der niederländischen Grenze bei Bunderneuland/Neuschanz, der dort mutmaßlich am 21. Juli 1981 von Kieselhorst selbst abgestellt worden war.
Interpol wurde eingeschaltet und ein internationaler Haftbefehl erlassen. Eine Belohnung von 10 % der zurückgebrachten Summe wurde für Hinweise auf seinen Aufenthaltsort ausgesetzt.
Eine Dokumentation über den Geldraub in der ZDF-Reihe Aktenzeichen XY … ungelöst vom 20. September 1981 brachte keine entscheidenden Hinweise. Hermann Kieselhorst, gelernter Landwirt und Vater von vier Kindern, blieb verschwunden.

## Leben nach dem Geldraub
Kieselhorst flüchtete nach eigenen Angaben durch Deutschland und lebte jahrelang in den Niederlanden auf einem Boot. Er behauptete, mehr als 400-mal die deutsch-niederländische Grenze überschritten zu haben, ohne seinen Ausweis zeigen zu müssen. Während dieser Zeit tauchte er nach eigenen Aussagen mehrmals bei seiner Familie auf und besuchte mit seinem Sohn Fußballspiele von Werder Bremen im Weserstadion, ohne dass es der Polizei auffiel.

## Rückkehr
Am 9. Oktober 1991 kehrte Kieselhorst zu seiner Familie in Deutschland zurück und behauptete in einem Interview mit dem Weser Kurier, dass er und seine Familie erpresst worden seien und der Geldraub der einzige Ausweg gewesen sei, die Erpressung zu beenden.
Er konnte für die Tat aufgrund der Verjährung nicht mehr strafrechtlich belangt werden. Später wurde er dennoch strafrechtlich verfolgt, weil er den Zinsertrag aus dem geklauten Vermögen, von dem er nach eigenen Angaben sein Leben auf der Flucht finanziert hatte, nicht ordnungsgemäß versteuert hatte. Am 15. Oktober 1991 erfolgte die Verhaftung, am 24. Oktober wurde er aber ohne Begründung seitens der Staatsanwaltschaft wieder auf freien Fuß gesetzt.
Nach dem Wiederauftauchen folgten zahlreiche Fernsehauftritte bei Buten un binnen sowie bei Alfred Biolek in der ARD. Die Illustrierte Quick sicherte sich die Rechte, über die Geschichte des Millionendiebes zu berichten.
Am 8. November 2009 wandte sich der 75-jährige Kieselhorst an den Weser Kurier und wollte nach eigenen Angaben „reinen Tisch“ machen. Er gab zu, jahrelang in den Niederlanden auf einem Boot gelebt zu haben und wiederholte, dass der Grund des Geldraubes eine Erpressung gegen ihn und seine Familie gewesen sei, ohne weitere Details zu nennen. Zweifel an der Geschichte mit der Erpressung blieben bis zuletzt. Die letzte Meldung über Kieselhorst im Weser Kurier stammte vom 3. Juli 2021. Dieser Artikel blickte auf den kuriosen Fall zurück, der nunmehr 40 Jahre zurücklag.

## Kuriositäten
Als Tatmotiv galt die Verschuldung der Familie durch einen Hauskauf. Hermann Kieselhorst beglich während seiner Flucht einige seiner Privatschulden durch Zahlungsanweisungen über Post und Banken. Die Polizei konnte die überwiesenen Summen nicht beschlagnahmen, weil der Beweis nicht erbracht werden konnte, dass das Geld aus der Beute stammt.
Obwohl er eine Straftat begannen hatte, brachten die Menschen dem Geldräuber Kieselhorst eine gewisse Sympathie entgegen. Kieselhorst wurde vom Weser Kurier als „unorthodoxer Tätertyp“ beschrieben. Die Tageszeitung Verdener Nachrichten berichtete in der Ausgabe vom 15. August 1981 davon, dass in Bremen Aufkleber mit dem Spruch „I love Kieselhorst“ im Umlauf seien.
Die Tageszeitungen berichteten von Kieselhorst immer wieder als eine Art modernen Robin Hood, der es in Robin-Hood-Manier schaffte, unbehelligt von der Polizei und letztendlich straffrei Geld von einer Bank zu stehlen, aber im eigenen Umfeld immer korrekt seine Rechnungen und Schulden gegenüber Einzelpersonen bezahlte. Wohl auch, weil es während der Tat und auf der darauf folgenden Flucht keinerlei Gewalteinwirkung seitens des Täters gab.
Fünf Jahre nach der Tat – es drohte erstmals die Verjährung der Straftat – schrieb der Weser Kurier in Erinnerung an den fünf Jahre zurückliegenden Fall in der Ausgabe vom 14. Juli 1986: „…. erlaubte er sich in der Eifel einen weiteren Gag, indem er eine Ferienwohnung unter dem Namen des Fernsehkommisars Heinz Köster anmietete.“ Einige Tage später wurde in süffisantem Unterton darüber berichtet, dass bei einer Hausdurchsuchung in der Wohnung seiner Frau eine Rechnung einer Firma aus Nordstemmen gefunden wurde, bei der Kieselhorst unter seinem richtigen Namen diverse Pflegemittel für seine Perücke bestellte. Die Rechnung, datiert auf den 8. Juli 1985, ging sogar direkt an die Adresse seiner Frau.
Und an dem Tag, an dem die Strafe endgültig verjährt war, titelte der Kurier am Sonntag (Sonntagsausgabe vom Weser Kurier) „Feiertag für Millionendieb“.
Er machte immer wieder etwas, was die Menschen zum Schmunzeln brachte:
- Er bezahlte regelmäßig auch während der Flucht seine Rechnungen.
- Er mietete eine Ferienwohnung auf den Namen Heinz Köster an. Der Nachname steht im Zusammenhang mit den Initialen seines richtigen Namens, erinnerte aber auch an den damaligen Fernseh-Kommissar der ZDF-Krimiserie Der Alte.
- Auf dem wiederentdeckten Mietwagen klebte ein Aufkleber mit dem Titel „Musikschau in Monschau“, aus dem Ort, in dem er sich drei Tage lang versteckt hielt.[17]